# Brautarholt á Skeiðum
Brautarholt á Skeiðum ist eine Siedlung im Süden von Island.
Sie liegt östlich des Skeiða- og Hrunamannavegurs  zwischen der Þjórsá und der Hvítá.
Die Gemeinde Skeiða- og Gnúpverjahreppur hat 577 Einwohner, davon wohnen 65 (Stand 1. Januar 2023) in Brautarholt.
Im Ort gibt es das Gemeindezentrum, einen Campingplatz und ein Schwimmbad.